# Stipe Žunić
Stipe Žunić, hrvaški športnik * 13. december 1990 Zadar, SFRJ.
Specializiran je za suvanje, v kar se je leta 2013 preusmeril z metanja kopja. Na svetovnem prvenstvu v atletiki leta 2017 je bil tretji, na evropskem atletskem prvenstvu leta 2014 četrti in na dvoranskem evropskem atletskem prvenstvu leta 2015 sedmi.
Preden je leta 2008 prešel na atletiko, je tekmoval v kick-boxingu. Je nekdanji svetovni mladinski prvak v tej disciplini, ki je zmagal v 65 od 70 borb. Žunić se je lotil metanja kopja, a se je huje poškodoval. Po operaciji komolca leta 2013 se je preusmeril v suvanje krogle. 
Študiral je sociologijo na Univerzi v Floridi v Gainesvilleu.